# Tegoia
Tegoia è una frazione del comune italiano di Sovicille, nella provincia di Siena, in Toscana.

## Geografia fisica
La frazione di Tegoia è situata a 490 m d'altitudine sulla Montagnola Senese, ad ovest del centro di Sovicille.
Tegoia è posizionato tra le alture di Poggio la Ferraia (582 m), Poggio le Piagge (483 m) e Poggio Pian del Monte (564 m), in un territorio collinare interessato da molti corsi d'acqua come il fosso di Val Canaia (1 km), il fosso di Fontevivo (2 km) e il fosso delle Lastre (1 km), che lambiscono il paese, o il fosso del Rigo Taglio (5 km) che nasce sulla Ferraia e discende poi verso sud. Tuttavia, è da ricordare che poco a ovest di Tegoia, presso la località di Molli, si trova la sorgente del fiume Elsa, che proseguendo verso occidente raggiunge il comune di Casole d'Elsa.
Tegoia dista dal proprio capoluogo comunale poco più di 7 km, mentre dista da Siena circa 20 km.

## Storia
Il borgo di Tegoia nacque in epoca medievale come insediamento dipendente dalla vicina pieve di Molli, e fu un comunello del contado senese che costituì comune insieme a Molli, Cerbaia e Macereto. La comunità fu particolarmente fiorente nell'agricoltura intensiva, soprattutto vite e castagni.
Con motu proprio del 2 giugno 1777 il comune fu annesso a quello di Sovicille.

## Monumenti e luoghi d'interesse
L'elemento architettonico più interessante della frazione è l'antica pieve di San Giovanni Battista, detta anche pieve di Molli, situata poco a ovest del centro del paese ed un tempo vero centro amministrativo e religioso del soppresso comune medievale. Citata nella donazione fatta dalla contessa Matilde di Canossa alla diocesi di Volterra nel 1078, fu in parte rifatta nel XVIII secolo. Si presenta a navata unica, mentre sul lato sinistro svetta il campanile medievale con basamento in bozze di pietra.
Nel centro del paese di Tegoia è invece situata la chiesa di San Giovanni Battista, piccolo e semplice edificio con facciata a capanna, realizzato in pietra e muratura nella metà del XX secolo, unito in parrocchia con la chiesa di San Bartolomeo a Tonni. Pregevole il campanile a vela in pietra bianca.
Poco a sud del borgo si trova la fattoria Cerbaia, già borgo in epoca medievale e comunello con il nome di Cerbaja. Alcune carte dell'abbazia di Sant'Eugenio di Siena e del monastero di Lecceto ricordano Cerbaia sin dal 1100.
La frazione è servita da un proprio cimitero situato presso la pieve di Molli.